# Don't Go Breaking My Heart
„Don't Go Breaking My Heart“ je píseň anglického hudebníka Eltona Johna. Jejím spoluautorem je Johnův dlouholetý spolupracovník Bernie Taupin (dvojice ji napsala pod pseudonymy Ann Orson a Carte Blanche). John píseň nahrál v roce 1976 jako duet se zpěvačkou Kiki Dee (původně ji měla s Johnem nazpívat Dusty Springfield, avšak nakonec z toho sešlo). Píseň vyšla jako singl, na jehož druhé straně se nacházela píseň „Snow Queen“. Singl se umístil na první příčce jak v britské, tak i v americké hitparádě.